# Lise Legrand
Lise Legrand (n. 4 septembrie 1976, Boulogne-sur-Mer, Nord-Pas-de-Calais, Franța) este o luptătoare ce a reprezentat Franța, medaliată olimpică. A participat la 2 ediții ale Jocurilor Olimpice (2004, 2008) în care a câștigat o medalie de bronz.